# Parotillas
Parotillas är en ort i Mexiko.   Den ligger i kommunen Acapulco de Juárez och delstaten Guerrero, i den södra delen av landet, 290 km söder om huvudstaden Mexico City. Parotillas ligger 42 meter över havet och antalet invånare är 343.
Terrängen runt Parotillas är platt åt sydväst, men åt nordost är den kuperad. Parotillas ligger nere i en dal. Runt Parotillas är det tätbefolkat, med 397 invånare per kvadratkilometer. Närmaste större samhälle är Apalani, 4,2 km sydost om Parotillas. Omgivningarna runt Parotillas är en mosaik av jordbruksmark och naturlig växtlighet.